# بنيامين أوغلي تايلو
بنيامين «أوغلي» تايلو (21 مايو 1796-25 فبراير 1868) رجل أعمال أمريكي، أبيقوري، دبلوماسي، وسليل لطبقة النبلاء الاستعمارية في منطقة المد، وناشط سياسي مؤثر في العاصمة واشنطن خلال النصف الأول من القرن التاسع عشر. على الرغم من أنه لم يشغل أي منصب انتخابي، غير أنه كان يمينيًا بارزًا ومؤثرًا في السياسة الانتخابية الرئاسية في أربعينيات وخمسينيات القرن التاسع عشر.  أصبح منزله، منزل عائلة تايلو، منتدى أدبي للأشخاص الأقوياء سياسيًا في الحكومة الفيدرالية والأفراد المؤثرين اجتماعيًا في الولايات المتحدة وخارجها. كان تايلو أيضًا طرفًا في قضية قانون العقود المهمة لعام 1869، ويلارد ضد تايلو، 75 الولايات المتحدة 557.

## الولادة والتعليم
ولد تايلو في 21 مايو 1796، في أوغلي هول في أنابوليس، ماريلاند، منزل لجده من جهة أمه، بنيامين أوغلي، الحاكم التاسع لماريلاند.  كان جده الأكبر من جهة أمه حاكم المقاطعة السابق صموئيل أوغلي، المنحدر من عائلة إنجليزية شمالية قديمة، البارونات أوغلي، وهي عائلة متحالفة مع عائلة مانرز في روتلاند، وكافنديش في نيوكاسل، وحتى في وقت سابق عائلة بارون دي روس، أقدم كنية في إنجلترا. كان والد تايلو العقيد جون تايلو الثالث، أحد أغنى الناس في ولاية فرجينيا. بنى العقيد تايلو منزل الأوكتاغون في عام 1800، وبنى جده الأكبر، جون تايلو الثاني، منزل ماونت إيري في مقاطعة ريتشموند، فيرجينيا، في عام 1762 على عقار ورثه والده جون تايلو الأول من والده ويليام تايلو (ابن أخيه) وكان معروفًا سابقًا باسم «حي تايلو». بالإضافة إلى ذلك، اعتبر هؤلاء الرجال من طبقة نبلاء منطقة المد مثل الكولونيل توماس أديسون من أوكسون هيل مانور، وبنيامين تاسكر الأب.
تلقى تعليمه على يد صموئيل هوار، وهو محام وسياسي بارز في ولاية ماساتشوستس. عندما كان عمره 13 عامًا، التحق بأكاديمية فيليبس إكستر في إكستر، نيو هامبشاير.  كان زميله في السكن جون آدامز ديكس، لاحقًا وزير الخزانة الأمريكي، وعضو مجلس الشيوخ الأمريكي، وحاكم نيويورك الرابع والعشرين. التحق بكلية هارفارد عام 1811، حيث كان من بين زملائه في الفصل بعض أبرز الأمريكيين في نصف القرن التالي وهم: المؤرخ جاريد سباركس؛ والمحامي ثيوفيلوس بارسونز؛ ورجل الدين والسياسي جون جي بالفري؛ وممثل الموحدين كونفيرس فرانسيس؛ ورجل الأعمال جون أموري لويل؛ والمؤرخ ويليام إتش. بريسكوت. كان عضوًا في نادي بورسيليان. أثناء وجوده في الكلية خلال حرب عام 1812، شهد المعركة الشهيرة بين إتش إم إس شانون ويو إس إس تشيسابيك. تناول العشاء مع قائد تشيسابيك، جيمس لورانس، في الليلة التي سبقت المعركة.  تخرج من جامعة هارفارد عام 1815.

## مسيرته المهنية الدبلوماسية
درس تايلو القانون، منذ عام 1815 حتى عام 1817، تحت إشراف المدعي العام للولايات المتحدة ريتشارد راش.  عندما عُين راش وزيرًا لبريطانيا العظمى في عام 1817، عُين تايلو سكرتيره الخاصة.  عاش أثناء وجوده في لندن، في شارع الملك رقم 15، ساحة بورتمان.  كان ياتي في زيارات أحيانًا مع العديد من السياسيين والنبلاء الأكثر نفوذًا في بريطانيا العظمى. كان من ضمن شركائه الأمريكيين في لندن روبرت غيلمور جونيور وزوجته، وروبرت غودلو هاربر وزوجته، ابنة تشارلز كارول من كارولتون؛ وواشنطن ألستون، والسادة: غيبس تشارلستون، ويليام غراي بروكس، جورج يوستيس الأب، وإدوارد إيفريت، وثيودور ليمان الثاني، وجورج بيبودي، وتوماس أسبينوال (قنصل)، وتوماس هانداسيد بيركنز من بوسطن؛ وأرشيبالد غرايسي الثاني، وجوزيف ديلافيلد، وإدوارد ليفينغستون (متحدث) من نيويورك. أصبح صديقا مقربًا للرسام الشاب واشنطن ألستون والمؤلف واشنطن إيرفينغ. تم تقديمه إلى الأمير جورج وصي العرش في عام 1818 ودعي إلى حفلة لعيد ميلاده. سافر في تلك الفترة على نطاق واسع؛ إلى أيرلندا واسكتلندا حيث التقى توماس براون (فيلسوف)، وديفيد إرسكين، إيرل بوكان الحادي عشر، وهو أيضًا شقيق توماس إرسكين، أول بارونات إرسكين، في دير دريبورغ، قبل التوجه إلى القارة.  كان مراقبًا في مؤتمر إيكس لا شابيل في عام 1818 وحضر حفلة راقصة في الختام من خلال حصوله على تذكرة الأمير مترنيش الذي لم يتمكن من الحضور. سافر بعد ذلك إلى إيطاليا وقام بجولة في روما مع آر جي هابر وزوجته اللذين سبق ذكرهما، والسيدة كارول من كارولتون سابقًا حيث تم تقديمه إلى فرديناند الثالث، دوق توسكاني الأكبر، والبابا بيوس السابع. تناول العشاء مع لوسيان بونابرت، واحتفى به كل من بولين بونابرت، الأميرة بورغيزي، إلى جانب هنري بروغام، بارون بروغام و فو الأول. سافر إلى باريس في ربيع عام 1819، حيث قدمه وزير فرنسا ألبرت غالاتين إلى الملك لويس الثامن عشر وتاليران.
عاد تايلو إلى الولايات المتحدة في نوفمبر 1819 واستقر في وندسور (ملكية عائلته الموروثة في مقاطعة الملك جورج، فيرجينيا)، حيث بدأ الكتابة للعديد من مطبوعات عن سباق الخيل وتربية الخيول.
في 8 نوفمبر 1824، تزوج تايلو من جوليا ماريا ديكنسون من تروي، نيويورك.  أنجب الزوجان ستة أطفال: جون (مواليد 1826)، وإدوارد (مواليد 1829)، وإستيل (مواليد 1833)، وآنا (مواليد 1834)، ويوجيني (مواليد 1835)، وجوليا (مواليد 1838).  توفيت آنا عندما كان عمرها عامين فقط. على الرغم من أن تايلو كان يفضل العيش في وندسور، طلبت زوجته الانتقال إلى المدينة حيث كانت مرتاحة أكثر.
في 23 مارس 1828، توفي والد تايلو، العقيد جون تايلو الثالث. في عام 1816، بنى العقيد تايلو ستة منازل من طابقين مقابل شارع بنسلفانيا في شارع إن دبليو 14، وفي عام 1817 أجرها إلى جون تينيسون الذي حولها إلى فندق. كانت الهياكل بمثابة فندق على مدى العقود الثلاثة التالية، وتغير المستأجر والاسم عدة مرات هي: فندق ويليامسون مانشن، وفولرز أمريكان هاوس، وفندق المدينة.
تبنى شعار النبالة الخاص بوالده، شعار سيف العدل والإنصاف بين أسدين جامحين متجهان ظهرًا لظهر (من الفضة). كان السيف الذي عرضه جون الثالث وبنيامين عبارة عن سيف مبارزة؛ اعتقد المكتبي تشارلز نولز بولتون، وهو الطفل الوحيد للكاتبة سارة نولز بولتون، أن الأسود كانت على الأرجح مصنوعة من فرو القاقام وليست من الفضة.